# Accord Gorilla
L'accord sur la conservation des gorilles et de leurs habitats est un traité international qui lie diverses parties pour conserver les gorilles dans leurs territoires. Il a été conclu en 2007 sous les auspices de la Convention sur la conservation des espèces migratrices appartenant à la faune sauvage (CMS), également connue sous le nom de « Convention de Bonn ». 
Actuellement, l'accord couvre 10 États dans l’aire de répartition du genre.
L’accord est entré en application le 1er juin 2008.

## Objectif de l'accord
Le but global de l'accord est de fournir un cadre pour la conservation des gorilles et leurs habitats pour les États membres et ceux qui ne l’auraient pas encore joints.
- accordent des mesures strictes de conservation dans l’aire de répartition de l'accord ;
- identifient les habitats où vivent les gorilles et assurent la protection, la gestion, la réadaptation et la restauration de ces emplacements ;
- coordonnent leurs efforts afin d'assurer le maintien d’un réseau d’habitats appropriés ;
- coordonnent leurs efforts afin de supprimer des activités relatives au braconnage, et de prendre des mesures concertées et énergiques afin de les contrôler et de les surveiller, en particulier dans les habitats transfrontaliers.

## Corps de l'accord

### Réunion des parties
La réunion des parties est l'organe décisionnel le plus élevé de l'accord et adopte diverses résolutions. Chaque partie a une voix. Des États indépendants aussi bien que des organismes de conservation des gorilles peuvent être représentés comme observateurs lors des réunions. 
La première réunion des parties avait lieu à Rome, en Italie, le 29 novembre 2008.

### Secrétariat
Le secrétariat est l'organe exécutif de l'accord. Il coordonne et organise les activités de la réunion des parties et entreprend des initiatives pour mettre en application les objectifs attendus, attirer plus d'États membres et échanger des informations.
Sur demande de la réunion de négociation d'États sur la situation du gorille à Paris en octobre 2007, le Comité permanent de la CMS a mandaté son secrétariat pour agir comme étant le secrétariat de l'accord sur les gorilles et leurs habitats lors de sa trente-deuxième réunion, le 1er novembre 2007.
Le secrétariat de CMS coopérera conjointement avec le secrétariat du Great Apes Survival Project (en) dans l’entretien de l'accord sur les gorilles et leurs habitats.

## L’étendue de l’accord
La portée géographique indiquée dans l’annexe de l’accord concerne tous les États de toutes les espèces et sous-espèces de gorilles, à savoir :
L'Angola, le Cameroun, la République centrafricaine, la République du Congo, la République démocratique du Congo, la Guinée équatoriale, le Gabon, le Nigeria, le Rwanda et l'Ouganda.

## Les États membres
Les 6 États membres de l’accord :
Signature sans restriction:
- République centrafricaine (26 octobre 2007)
- République du Congo (26 octobre 2007)
- Nigeria (5 mars 2008)
- République démocratique du Congo(25 avril 2008)
- Rwanda(25 avril 2008)

Adhésion:
- Gabon (1er novembre 2008)